# Casa de Lages
A Casa de Lages, ou Casa e Quinta de Lages, é um solar setecentista e quinta localizados em Pousada, na atual freguesia de Crespos e Pousada, no Município de Braga.
No século XVI era foreira da dita igreja de Pousada, passando em  1595 a pagar foro ao Convento do Pópulo. Pertencia já nessa época à família Vale e Araújo.
A sua fachada actual foi mandada construir no primeiro quartel do século XVIII por Francisco do Vale Araújo, Familiar do Santo Ofício que teve carta de armas em 1731, casado com Bernarda Machado. Foi herdeiro José António Machado de Azevedo, sobrinho de sua mulher. É actual senhor o Eng. Amadeu de Sá Menezes, quarto neto deste último.
A casa tem salas com paredes e tectos pintados (em tela ou fresco) e possui uma Capela datada de 1725, com um belíssimo altar barroco.

## Classificação
Foi classificada como Monumento de Interesse Público em 15 junho 2016.